# Pseudanophthalmus hubbardi
Pseudanophthalmus hubbardi är en skalbaggsart som beskrevs av Barber. Pseudanophthalmus hubbardi ingår i släktet Pseudanophthalmus och familjen jordlöpare. Inga underarter finns listade i Catalogue of Life.